# マツムシソウ
マツムシソウ（松虫草、山蘿蔔、Scabiosa japonica）は、マツムシソウ科マツムシソウ属の越年草・多年草。北海道、本州、四国、九州に分布する日本の固有種で、山地の草原に生育する。

## 特徴
草丈はおよそ60-90 cmで、葉は対生し、羽状に裂ける。夏から秋にかけて紫色の花をつける。花は頭状花序で、花の大きさは径4 cmほどである。開花時期は、8～10月。
葉を出して冬を越し、花を付けてから枯れる冬型一年草（越年草）だが、高地では枯れずに2年目の葉を出す多年草である。
マツムシ（スズムシ）が鳴くころに咲くことが和名の由来であるとする説がある。薬草として皮膚病などに用いられることもある。日本の31の各都道府県で減少傾向にあり、各々のレッドリストに指定されている。
属名の「スカビオサ」という名前で園芸品種として栽培されるのは、近縁種のセイヨウマツムシソウ(Scabiosa atropurpurea)であることが多い。

## 下位分類
- シロバナマツムシソウ Scabiosa japonica Miq. f. albiflora (Honda) H.Hara -白花品種。
- ソナレマツムシソウ Scabiosa japonica Miq. f. littoralis Nakai -丈が10～25 cmと低い海岸型品種。関東地方の海岸に分布する。
- エゾマツムシソウ Scabiosa japonica Miq. var. acutiloba H.Hara -本州北部と北海道に分布する変種。
- タカネマツムシソウ Scabiosa japonica Miq. var. alpina Takeda -丈が30～35 cmと低く、頭花が大きい高山型変種。本州中部以北と四国の高山に分布する。
- シロバナタカネマツムシソウ Scabiosa japonica Miq. var. alpina Takeda f. alba Sugim. -タカネマツムシソウの白花品種。

## ギャラリー
- タカネマツムシソウ
- セイヨウマツムシソウ